# Rona
L'illa de Rona (Rònaigh, pronuncieu [ˈrˠɔːnaj], en gaèlic, South Rona en anglès) és una illa de les Hèbrides Interiors, situada al nord d'Escòcia. Es troba al nord de l'illa de Raasay i al nord-est de l'illa de Skye.

## Geografia i geologia
Rona és l'extensió cap al nord de l'estria de Raasay. Les seves roques estan compostes principalment de gneis de Lewis.

## Història

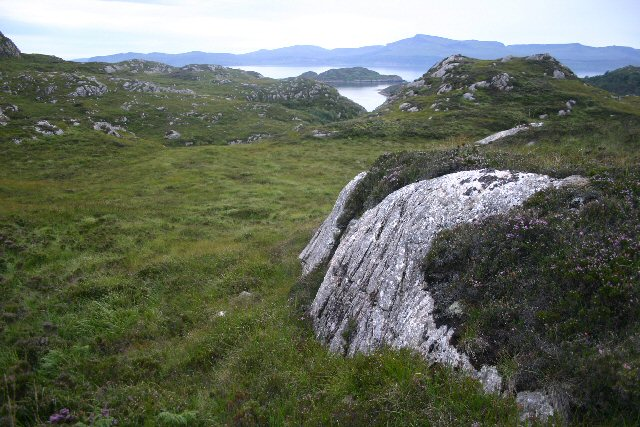
Aflorament de gneiss a Rona

El nom de Rona (Rònaidh en gaèlic escocès) prové del nòrdic antic Hrauney, "l'illa dura"; aquesta etimologia és la prova d'una ocupació antiga de població escandinava.
La població de Rona, molt baixa abans del segle xix, va augmentar molt, arribant al seu màxim de 180 habitants el 1881. Aquesta població eren majoritàriament crofters amb les seves famílies, expulsats de les seves terres - situades principalment a Raasay, més fèrtil - amb les Highland Clearances. El 1921, un grup d'homes de la principal població de Rona, Acarsaid Thioram (el port sec), va desembarcar a Raasay per retrobar les seves antigues terres. aquests Rona Raiders foren arrestats i jutjats, tot i que van ser alliberats i, finalment, autoritzats a viure a Raasay gràcies a una opinió pública fortament a favor de la seva causa.
La població de Rona va minvar molt des d'aquell moment, car la major part dels seus habitants va seguir als Rona Raiders i es va reinstal·lar a Raasay. El 1943, l'illa va quedar deshabitada, exceptuant els dos guardes del far situat a l'extrem nord de Rona. Aquests guardes s'hi van estar fins a l'automatització del 1975.
Les runes d'Acarsaid Thioram són encara visibles i un projecte de restauració ha estat presentat per tal de crear llocs d'allotjament pels turistes, els arqueòlegs i els biòlegs que hi arriben per estudiar el medi històric i natural.